# Moseldalen

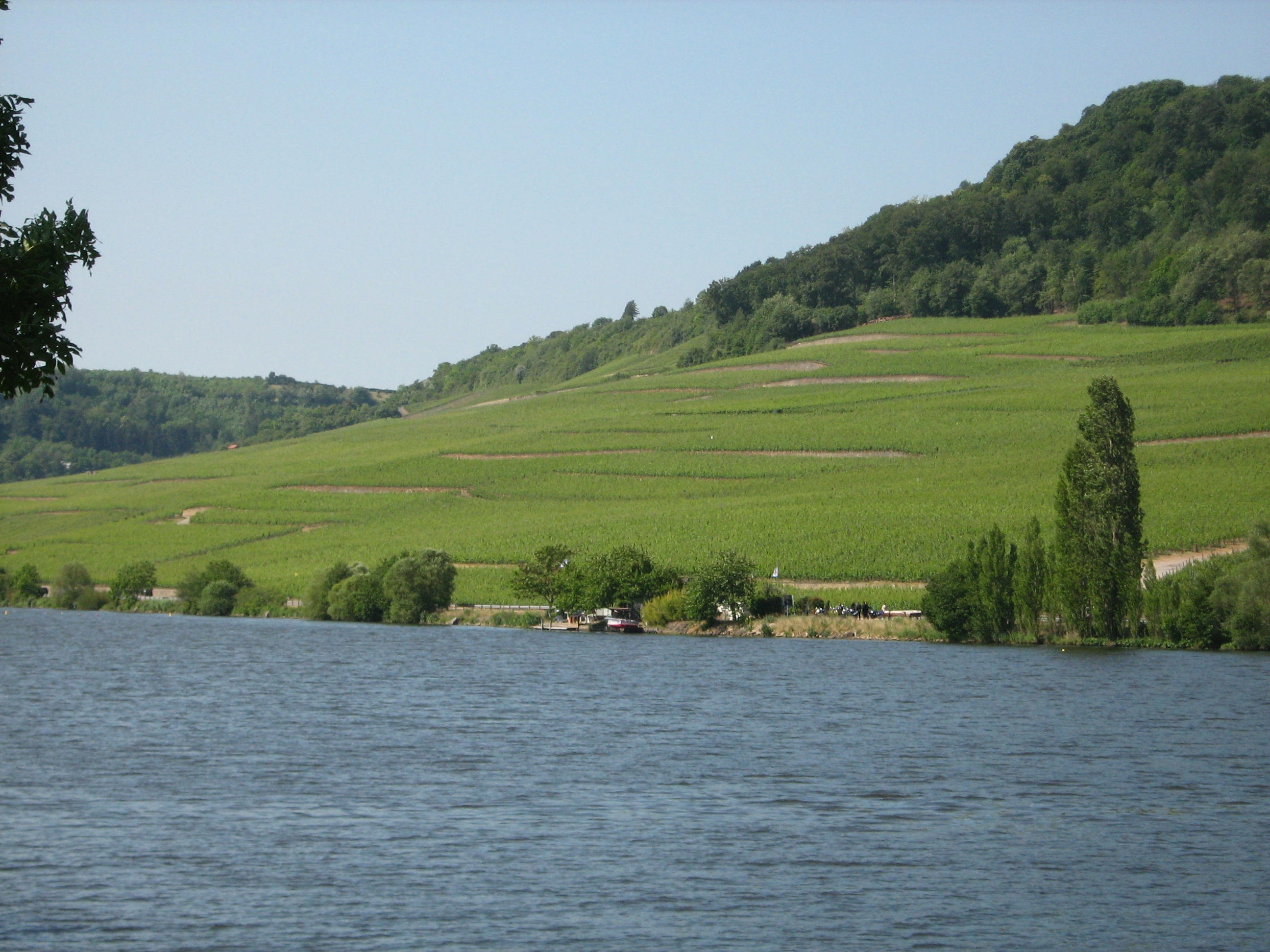
Vingårdar i Moseldalen i Machtum i Luxemburg

Moseldalen (tyska: Moseltal) är ett dalområde utmed Moselfloden, och ligger i Frankrike, Luxemburg och Tyskland. Området är bland annat berömt för Moselvin.